# Asclepíades de Trágilo
Asclepíades de Trágilo (en griego: Ἀσκληπιάδης, Asklēpiádēs; en latín, Asclepiades Tragilensis), nacido en Trágilo (Tracia), fue un antiguo crítico literario griego y mitógrafo activo en el siglo IV a. C. Contemporáneo y discípulo del orador ateniense Isócrates, algunas fuentes lo recuerdan como un autor trágico, pero probablemente fue un sofista o un gramático.

## Obras
Sus obras no sobrevivieron, pero se sabe que escribió Tragodoumena (Τραγῳδούμενα, 'Temas de la tragedia'), de la que solo quedan fragmentos, donde habló sobre el tratamiento de los mitos en la tragedia griega. Tragodoumena a veces está considerada como la primera mitografía sistemática.
Asclepíades resumió las tramas de los mitos como dramatizadas en la tragedia, y proporcionó detalles y variantes. En este trabajo, analizó los mitos, destacando las versiones utilizadas y, a veces, las comparaba con variantes de mitógrafos más antiguos como Ferécides de Atenas, aparentemente sin detenerse en una sola versión e informando de versiones de fuentes paralelas, épicas y líricas, para ampliar lo que se daba por sentado en las tragedias.
Asclepíades proporcionó material mitográfico con variantes a autores posteriores, que de acuerdo con los fragmentos que quedaron en eruditos homéricos, inspiró a mitógrafos como es el caso de Pseudo-Apolodoro, que no por casualidad lo menciona dos veces en su Biblioteca mitológica. Es citado por Plutarco, Harpocración y Hesiquio de Alejandría.
Una glosa en la frase de Virgilio, Idaeis cyparissis ('cipreses del Ida') menciona que Asclepíades conservaba una versión celta del mito de Cipariso, donde una mujer, Ciparisa es la hija de un rey celta llamado Bóreas.